# Capitoli di Sword Art Online

Copertina italiana del box da collezione di Sword Art Online: Aincrad, raffigurante Asuna e Kirito

Questa è la lista dei capitoli dei manga di Sword Art Online, tratti dall'omonima serie di light novel scritta da Reki Kawahara e illustrata da abec, edita in Giappone da ASCII Media Works dal 2009.

## Serie principale
I seguenti manga trattano la storia principale.

### Sword Art Online: Aincrad
| Nº | Titolo italiano Giapponese 「Kanji」 - Rōmaji                                                            | Data di prima pubblicazione              | Data di prima pubblicazione          |
| Nº | Titolo italiano Giapponese 「Kanji」 - Rōmaji                                                            | Giapponese                               | Italiano                             |
| 1  | Sword Art Online: Aincrad 1 「ソードアート・オンライン アインクラッド 1」 - Sōdo Āto Onrain Ainkuraddo 1 | 27 settembre 2012 ISBN 978-4-04-886906-5 | 5 luglio 2014 ISBN 978-88-6634-658-6 |
| 1  | Capitoli - Stage.001-006                                                                                 |                                          |                                      |
| 2  | Sword Art Online: Aincrad 2 「ソードアート・オンライン アインクラッド 2」 - Sōdo Āto Onrain Ainkuraddo 2 | 27 settembre 2012 ISBN 978-4-04-886907-2 | 5 luglio 2014 ISBN 978-88-6634-659-3 |
| 2  | Capitoli - Stage.007-012                                                                                 |                                          |                                      |

### Sword Art Online: Fairy Dance
| Nº | Titolo italiano Giapponese 「Kanji」 - Rōmaji                                                                      | Data di prima pubblicazione            | Data di prima pubblicazione           |
| Nº | Titolo italiano Giapponese 「Kanji」 - Rōmaji                                                                      | Giapponese                             | Italiano                              |
| 1  | Sword Art Online: Fairy Dance 1 「ソードアート・オンライン フェアリィ・ダンス 1」 - Sōdo Āto Onrain Fearyi Dansu 1 | 27 ottobre 2012 ISBN 978-4-04-886976-8 | 31 luglio 2015 ISBN 978-88-6883-295-7 |
| 1  | Capitoli - Stage.001-004                                                                                           |                                        |                                       |
| 2  | Sword Art Online: Fairy Dance 2 「ソードアート・オンライン フェアリィ・ダンス 2」 - Sōdo Āto Onrain Fearyi Dansu 2 | 27 agosto 2013 ISBN 978-4-04-891911-1  | 31 luglio 2015 ISBN 978-88-6883-296-4 |
| 2  | Capitoli - Stage.005-008                                                                                           |                                        |                                       |
| 3  | Sword Art Online: Fairy Dance 3 「ソードアート・オンライン フェアリィ・ダンス 3」 - Sōdo Āto Onrain Fearyi Dansu 3 | 27 giugno 2014 ISBN 978-4-04-866685-5  | 31 luglio 2015 ISBN 978-88-6883-297-1 |
| 3  | Capitoli - Stage.009-012                                                                                           |                                        |                                       |

### Sword Art Online: Phantom Bullet
| Nº | Titolo italiano Giapponese 「Kanji」 - Rōmaji                                                                              | Data di prima pubblicazione              | Data di prima pubblicazione              |
| Nº | Titolo italiano Giapponese 「Kanji」 - Rōmaji                                                                              | Giapponese                               | Italiano                                 |
| 1  | Sword Art Online: Phantom Bullet 1 「ソードアート・オンライン ファントム・バレット 1」 - Sōdo Āto Onrain Fantomu Baretto 1 | 10 settembre 2014 ISBN 978-4-04-866926-9 | 27 settembre 2017 ISBN 978-88-3275-039-3 |
| 1  | Capitoli - Stage.001-004                                                                                                   |                                          |                                          |
| 2  | Sword Art Online: Phantom Bullet 2 「ソードアート・オンライン ファントム・バレット 2」 - Sōdo Āto Onrain Fantomu Baretto 2 | 10 settembre 2015 ISBN 978-4-04-865315-2 | 15 novembre 2017 ISBN 978-88-3275-087-4  |
| 2  | Capitoli - Stage.005-008                                                                                                   |                                          |                                          |
| 3  | Sword Art Online: Phantom Bullet 3 「ソードアート・オンライン ファントム・バレット 3」 - Sōdo Āto Onrain Fantomu Baretto 3 | 10 settembre 2016 ISBN 978-4-04-892435-1 | 24 gennaio 2018 ISBN 978-88-3275-088-1   |
| 3  | Capitoli - Stage.009-012                                                                                                   |                                          |                                          |
| 4  | Sword Art Online: Phantom Bullet 4 「ソードアート・オンライン ファントム・バレット 4」 - Sōdo Āto Onrain Fantomu Baretto 4 | 26 febbraio 2022 ISBN 978-4-04-914247-1  | 24 luglio 2024 ISBN 978-88-3275-086-7    |
| 4  | Capitoli - Stage. 013-020                                                                                                  |                                          |                                          |

### Sword Art Online: Calibur
| Nº | Titolo italiano Giapponese 「Kanji」 - Rōmaji                                               | Data di prima pubblicazione           | Data di prima pubblicazione           |
| Nº | Titolo italiano Giapponese 「Kanji」 - Rōmaji                                               | Giapponese                            | Italiano                              |
| 1  | Sword Art Online: Calibur 「ソードアート・オンライン キャリバー」 - Sōdo Āto Onrain Kyaribā | 10 agosto 2015 ISBN 978-4-04-865303-9 | 3 ottobre 2018 ISBN 978-88-3275-201-4 |
| 1  | Capitoli - Capitolo 1-9 - Capitolo finale                                                   |                                       |                                       |

### Sword Art Online: Mother's Rosario
| Nº | Titolo italiano Giapponese 「Kanji」 - Rōmaji                                                                             | Data di prima pubblicazione             | Data di prima pubblicazione           |
| Nº | Titolo italiano Giapponese 「Kanji」 - Rōmaji                                                                             | Giapponese                              | Italiano                              |
| 1  | Sword Art Online: Mother's Rosario 1 「ソードアート・オンライン マザーズ・ロザリオ 1」 - Sōdo Āto Onrain Mazāzu Rozario 1 | 10 dicembre 2014 ISBN 978-4-04-869156-7 | 20 giugno 2018 ISBN 978-88-3275-132-1 |
| 1  | Capitoli - Stage.001-003 - Extra Episode                                                                                  |                                         |                                       |
| 2  | Sword Art Online: Mother's Rosario 2 「ソードアート・オンライン マザーズ・ロザリオ 2」 - Sōdo Āto Onrain Mazāzu Rozario 2 | 10 agosto 2015 ISBN 978-4-04-865316-9   | 20 giugno 2018 ISBN 978-88-3275-133-8 |
| 2  | Capitoli - Stage.004-007 - Extra Episode                                                                                  |                                         |                                       |
| 3  | Sword Art Online: Mother's Rosario 3 「ソードアート・オンライン マザーズ・ロザリオ 3」 - Sōdo Āto Onrain Mazāzu Rozario 3 | 10 giugno 2016 ISBN 978-4-04-892109-1   | 20 giugno 2018 ISBN 978-88-3275-134-5 |
| 3  | Capitoli - Stage.008-012 - Last Episode                                                                                   |                                         |                                       |

### Sword Art Online: Project Alicization
| Nº | Titolo italiano Giapponese 「Kanji」 - Rōmaji | Data di prima pubblicazione            | Data di prima pubblicazione           |
| Nº | Titolo italiano Giapponese 「Kanji」 - Rōmaji | Giapponese                             | Italiano                              |
| 1  | Sword Art Online: Project Alicization 1 「ソードアート・オンライン プロジェクト・アリシゼーション 1」 - Sōdo Āto Onrain Purojekuto Arishizēshon 1 | 7 ottobre 2017 ISBN 978-4-04-893481-7  | 10 aprile 2019 ISBN 978-88-3275-765-1 |
| 1  | Capitoli - Chapter.001-007 |                                        |                                       |
| 2  | Sword Art Online: Project Alicization 2 「ソードアート・オンライン プロジェクト・アリシゼーション 2」 - Sōdo Āto Onrain Purojekuto Arishizēshon 2 | 10 ottobre 2018 ISBN 978-4-04-912095-0 | 10 aprile 2019 ISBN 978-88-3275-839-9 |
| 2  | Capitoli - Chapter.008-012 |                                        |                                       |
| 3  | Sword Art Online: Project Alicization 3 「ソードアート・オンライン プロジェクト・アリシゼーション 3」 - Sōdo Āto Onrain Purojekuto Arishizēshon 3 | 10 agosto 2019 ISBN 978-4-04-912788-1  | 4 marzo 2020 ISBN 978-88-349-0219-6   |
| 3  | Capitoli - Chapter.013-018 |                                        |                                       |
| 4  | Sword Art Online: Project Alicization 4 「ソードアート・オンライン プロジェクト・アリシゼーション 4」 - Sōdo Āto Onrain Purojekuto Arishizēshon 4 | 26 agosto 2020 ISBN 978-4-04-913388-2  | 31 marzo 2021 ISBN 978-88-349-0550-0  |
| 4  | Capitoli - Chapter.019-022 |                                        |                                       |
| 5  | Sword Art Online: Project Alicization 5 「ソードアート・オンライン プロジェクト・アリシゼーション 5」 - Sōdo Āto Onrain Purojekuto Arishizēshon 5 | 27 agosto 2021 ISBN 978-4-04-913914-3  | 10 agosto 2022 ISBN 978-88-349-1111-2 |
| 5  | Capitoli - Chapter.023-030 |                                        |                                       |

### Sword Art Online: Kiss and Fly
| Nº | Titolo italiano Giapponese 「Kanji」 - Rōmaji | Data di prima pubblicazione             | Data di prima pubblicazione |
| Nº | Titolo italiano Giapponese 「Kanji」 - Rōmaji | Giapponese                              | Italiano                    |
| 1  | Sword Art Online: Kiss and Fly 1 「ソードアート・オンライン キス・アンド・フライ 1」 - Sōdo Āto Onrain Kisu ando Furai 1 | 10 marzo 2020 ISBN 978-4-04-913106-2    | —                           |
| 1  | Capitoli (traduzioni letterali dei titoli) - episode 1. The Day Before (ザ・デイ・ビフォア?, Za Dei Bifoa) - episode 2. The Day After (ザ・デイ・アフター?, Za Dei Afutā) - episode 3. Ponte arcobaleno (prima parte) (虹の橋 (前編)?, Niji no hashi (zenpen)) |                                         |                             |
| 2  | Sword Art Online: Kiss and Fly 2 「ソードアート・オンライン キス・アンド・フライ 2」 - Sōdo Āto Onrain Kisu ando Furai 2 | 10 novembre 2022 ISBN 978-4-04-914717-9 | —                           |
| 2  | Capitoli (traduzioni letterali dei titoli) - episode 4. Ponte arcobaleno (seconda parte) (虹の橋 (中編)?, Niji no hashi (chūhen)) - episode 5. Ponte arcobaleno (terza parte) (虹の橋 (後編)?, Niji no hashi (kōhen)) - episode 6. Sisters' Prayer 1 (Sisters' Prayer 1?) - episode 7. Sisters' Prayer 2 (Sisters' Prayer 2?) - episode 8. Sisters' Prayer 3 (Sisters' Prayer 3?) - episode 9. Sisters' Prayer 4 (Sisters' Prayer 4?) - episode 10. Sisters' Prayer 5 (Sisters' Prayer 5?) |                                         |                             |
| 3  | Sword Art Online: Kiss and Fly 3 「ソードアート・オンライン キス・アンド・フライ 3」 - Sōdo Āto Onrain Kisu ando Furai 3 | 10 luglio 2023 ISBN 978-4-04-915178-7   | —                           |
| 3  | Capitoli (traduzioni letterali dei titoli) - episode 11. Sisters' Prayer 6 (Sisters' Prayer 6?) - episode 12. Sisters' Prayer 7 (Sisters' Prayer 7?) - episode 13. Sisters' Prayer 8 (Sisters' Prayer 8?) - episode 14. Sisters' Prayer 9 (Sisters' Prayer 9?) - episode 15. Sisters' Prayer 10 (Sisters' Prayer 10?) - episode 16. Sisters' Prayer 11 (Sisters' Prayer 11?) |                                         |                             |

### Sword Art Online: Unital Ring
| Nº | Titolo italiano Giapponese 「Kanji」 - Rōmaji                                                                       | Data di prima pubblicazione             | Data di prima pubblicazione |
| Nº | Titolo italiano Giapponese 「Kanji」 - Rōmaji                                                                       | Giapponese                              | Italiano                    |
| 1  | Sword Art Online: Unital Ring 1 「ソードアート・オンライン ユナイタル・リング 1」 - Sōdo Āto Onrain Yuitaru Ringu 1 | 25 novembre 2023 ISBN 978-4-04-114248-6 | —                           |
| 1  | Capitoli (traduzioni letterali dei titoli) - Capitoli 1-5                                                           |                                         |                             |
| 2  | Sword Art Online: Unital Ring 2 「ソードアート・オンライン ユナイタル・リング 2」 - Sōdo Āto Onrain Yuitaru Ringu 2 | 24 maggio 2024 ISBN 978-4-04-114891-4   | —                           |
| 2  | Capitoli (traduzioni letterali dei titoli) - Capitoli 6-10                                                          |                                         |                             |
| 3  | Sword Art Online: Unital Ring 3 「ソードアート・オンライン ユナイタル・リング 3」 - Sōdo Āto Onrain Yuitaru Ringu 3 | 25 aprile 2025 ISBN 978-4-04-115958-3   | —                           |
| 3  | Capitoli (traduzioni letterali dei titoli) - Capitoli 11-15                                                         |                                         |                             |

### Sword Art Online: Re:Aincrad
| Nº | Titolo italiano Giapponese 「Kanji」 - Rōmaji                                                           | Data di prima pubblicazione            | Data di prima pubblicazione |
| Nº | Titolo italiano Giapponese 「Kanji」 - Rōmaji                                                           | Giapponese                             | Italiano                    |
| 1  | Sword Art Online: Re:Aincrad 1 「ソードアート・オンライン Re:Aincrad 1」 - Sōdo Āto Onrain Re:Aincrad 1 | 27 aprile 2022 ISBN 978-4-04-914388-1  | —                           |
| 1  | Capitoli - Capitoli 1-5                                                                                 |                                        |                             |
| 2  | Sword Art Online: Re:Aincrad 2 「ソードアート・オンライン Re:Aincrad 2」 - Sōdo Āto Onrain Re:Aincrad 2 | 10 marzo 2023 ISBN 978-4-04-914913-5   | —                           |
| 2  | Capitoli - Capitoli 6-14                                                                                |                                        |                             |
| 3  | Sword Art Online: Re:Aincrad 3 「ソードアート・オンライン Re:Aincrad 3」 - Sōdo Āto Onrain Re:Aincrad 3 | 9 gennaio 2024 ISBN 978-4-04-915455-9  | —                           |
| 3  | Capitoli - Capitoli 15-22                                                                               |                                        |                             |
| 4  | Sword Art Online: Re:Aincrad 4 「ソードアート・オンライン Re:Aincrad 4」 - Sōdo Āto Onrain Re:Aincrad 4 | 9 novembre 2024 ISBN 978-4-04-916087-1 | —                           |
| 4  | Capitoli - Capitoli 23-29                                                                               |                                        |                             |
| 5  | Sword Art Online: Re:Aincrad 5 「ソードアート・オンライン Re:Aincrad 5」 - Sōdo Āto Onrain Re:Aincrad 5 | 10 luglio 2025 ISBN 978-4-04-916482-4  | —                           |
| 5  | Capitoli - Capitoli 30-36                                                                               |                                        |                             |

### Sword Art Online: Progressive
| Nº | Titolo italiano Giapponese 「Kanji」 - Rōmaji | Data di prima pubblicazione             | Data di prima pubblicazione             |
| Nº | Titolo italiano Giapponese 「Kanji」 - Rōmaji | Giapponese                              | Italiano                                |
| 1  | Sword Art Online: Progressive 1 「ソードアート・オンライン プログレッシブ 1」 - Sōdo Āto Onrain Puroguresshibu 1 | 27 febbraio 2014 ISBN 978-4-04-866011-2 | 5 agosto 2020 ISBN 978-88-349-0295-0    |
| 1  | Capitoli - 01. Come una stella cadente (流星のように?, Ryūsei no yōni) - 02. Prima di chiunque altro (誰よりもはやく?, Dareyorimo hayaku) - 03. Front Runner (先を征く者?, Furonto Ranā) - 04. Segnali elettrici (電気信号?, Denki shingō) - 05. Talwar (湾刀?, Taruwāru) |                                         |                                         |
| 2  | Sword Art Online: Progressive 2 「ソードアート・オンライン プログレッシブ 2」 - Sōdo Āto Onrain Puroguresshibu 2 | 10 luglio 2014 ISBN 978-4-04-866705-0   | 5 agosto 2020 ISBN 978-88-349-0296-7    |
| 2  | Capitoli - 06. Partner (パートナー?, Pātonā) - 06.5. Scapegoat (生け贄?, Sukēpugōto) - 07. Beater (ビーター?, Bītā) - 08. La fencer delle truppe d'assalto (攻略組の細剣使い?, Kōryaku-gumi no bosoken tsukai) - 09. Rincontrarsi (再会?, Saikai) - 10. Addio (別離?, Betsuri) |                                         |                                         |
| 3  | Sword Art Online: Progressive 3 「ソードアート・オンライン プログレッシブ 3」 - Sōdo Āto Onrain Puroguresshibu 3 | 10 dicembre 2014 ISBN 978-4-04-869085-0 | 5 agosto 2020 ISBN 978-88-349-0297-4    |
| 3  | Capitoli - 10.5. Senso di perdita (失意?, Shitsui) - 11. Ritorno a casa (帰還?, Kikan) - 12. Debuff (阻害效果?, Debafu) - 13. Insidia (穽陥?, Seikan) - 14. Aurora (黎明?, Reimei) - 15. Addestramento (修行?, Shugyō) |                                         |                                         |
| 4  | Sword Art Online: Progressive 4 「ソードアート・オンライン プログレッシプ 4」 - Sōdo Āto Onrain Puroguresshibu 4 | 10 agosto 2015 ISBN 978-4-04-865304-6   | 5 agosto 2020 ISBN 978-88-349-0298-1    |
| 4  | Capitoli - 16. Consiglio di guerra (作戦会議?, Sakusen kaigi) - 16.5. Stato della battaglia (戦況?, Senkyō) - 17. Mutamento improvviso (急転?, Kyūten) - 18. Non lo so (わからない?, Wakaranai) - 19. Il trucco (裏ワザ?, Ura waza) - 20. Degli eroi (勇者たちの?, Yūsha-tachi no) - 21. Espiazione (贖罪?, Shokuzai) |                                         |                                         |
| 5  | Sword Art Online: Progressive 5 「ソードアート・オンライン プログレッシブ 5」 - Sōdo Āto Onrain Puroguresshibu 5 | 9 luglio 2016 ISBN 978-4-04-892222-7    | 25 novembre 2020 ISBN 978-88-349-0299-8 |
| 5  | Capitoli - 22. Incontro (出会い?, Deai) - 23. Aiutanti (助太刀?, Sukedachi) - 24. Vendetta (仇討?, Adaduchi) - 25. Perdita (喪失?, Sōshitsu) - 26. Wolf Handler (狼使い?, Ōkami tsukai) - 27. Perdita II (喪失ＩＩ?, Sōshitsu II) - 28. Guardia del corpo (見守る者?, Mimamoru mono) - 29. Storia (物語?, Monogatari) |                                         |                                         |
| 6  | Sword Art Online: Progressive 6 「ソードアート・オンライン プログレッシブ 6」 - Sōdo Āto Onrain Puroguresshibu 6 | 9 giugno 2017 ISBN 978-4-04-892922-6    | 25 novembre 2020 ISBN 978-88-349-0300-1 |
| 6  | Capitoli - 30. Missione (任務?, Ninmu) - 31. Intercept (インターセプト?, Intāseputo) - 32. Eredità (遺品?, Ihin) - 33. Zumfut (ズムフト?, Zumufuto) - 33.5. Gilde (ギルド?, Girudo) - 34. Missione II (任務II?, Ninmu II) - 35. Trappola (罠?, Wana) - 36. Countdown (カウントダウン?, Kauntodaun) - Bonus. Cyber-Security Handbook - Edizione speciale del 2017 per il mese della Cyber-Security in collaborazione tra settore pubblico e privato (2017年 官民連携サイバーセキュリティ月間 特別篇 サイバーセキュリティハンドブック?, 2017-nen kanmin renkei Saibā Sekyuriti gekkan tokubetsu-hen Saibā Sekyuriti Hando Bukku) |                                         |                                         |
| 7  | Sword Art Online: Progressive 7 「ソードアート・オンライン プログレッシブ 7」 - Sōdo Āto Onrain Puroguresshibu 7 | 10 maggio 2018 ISBN 978-4-04-893852-5   | 25 novembre 2020 ISBN 978-88-349-0301-8 |
| 7  | Capitoli - 37. Primo colpo (初撃?, Shogeki) - 38. Provocazione (挑発?, Chōhatsu) - 39. Sconfiggerli uno alla volta (各個撃破?, Kakko gekiha) - 40. Sul serio (本気?, Honki) - 41. Umani (人族?, Jinzoku) - 42. Dramma (物語?, Monogatari) - 43. Addio (別れ?, Wakare) |                                         |                                         |

### Sword Art Online: Progressive - Barcarolle of Froth
| Nº | Titolo italiano Giapponese 「Kanji」 - Rōmaji | Data di prima pubblicazione             | Data di prima pubblicazione          |
| Nº | Titolo italiano Giapponese 「Kanji」 - Rōmaji | Giapponese                              | Italiano                             |
| 1  | Sword Art Online: Progressive - Barcarolle of Froth 1 「ソードアート・オンライン プログレッシブ 泡影のバルカローレ 1」 - Sōdo Āto Onrain Puroguresshibu hōyō no Barukarōre 1 | 10 dicembre 2018 ISBN 978-4-04-912230-5 | 4 maggio 2022 ISBN 978-88-349-0986-7 |
| 1  | Capitoli - Capitoli 001-006 |                                         |                                      |
| 2  | Sword Art Online: Progressive - Barcarolle of Froth 2 「ソードアート・オンライン プログレッシブ 泡影のバルカローレ 2」 - Sōdo Āto Onrain Puroguresshibu hōyō no Barukarōre 2 | 10 gennaio 2020 ISBN 978-4-04-912988-5  | 4 maggio 2022 ISBN 978-88-349-0987-4 |
| 2  | Capitoli - Capitoli 007-016 - Capitolo conclusivo |                                         |                                      |

### Sword Art Online: Progressive - Scherzo of Deep Night
| Nº | Titolo italiano Giapponese 「Kanji」 - Rōmaji | Data di prima pubblicazione            | Data di prima pubblicazione |
| Nº | Titolo italiano Giapponese 「Kanji」 - Rōmaji | Giapponese                             | Italiano                    |
| 1  | Sword Art Online: Progressive - Scherzo of Deep Night 1 「ソードアート・オンライン プログレッシブ 冥き夕闇のスケルツォ 1」 - Sōdo Āto Onrain Puroguresshibu kuraki yūyami no Sukerutsu 1 | 26 ottobre 2020 ISBN 978-4-04-913501-5 | —                           |
| 1  | Capitoli - Capitoli 0-5 |                                        |                             |
| 2  | Sword Art Online: Progressive - Scherzo of Deep Night 2 「ソードアート・オンライン プログレッシブ 冥き夕闇のスケルツォ 2」 - Sōdo Āto Onrain Puroguresshibu kuraki yūyami no Sukerutsu 2 | 25 giugno 2021 ISBN 978-4-04-913842-9  | —                           |
| 2  | Capitoli - Capitoli 6-12 |                                        |                             |
| 3  | Sword Art Online: Progressive - Scherzo of Deep Night 3 「ソードアート・オンライン プログレッシブ 冥き夕闇のスケルツォ 3」 - Sōdo Āto Onrain Puroguresshibu kuraki yūyami no Sukerutsu 3 | 27 gennaio 2022 ISBN 978-4-04-914240-2 | —                           |
| 3  | Capitoli - Capitoli 13-19 |                                        |                             |

### Sword Art Online: Progressive - Ougonritsu no Canon
| Nº | Titolo italiano Giapponese 「Kanji」 - Rōmaji | Data di prima pubblicazione             | Data di prima pubblicazione |
| Nº | Titolo italiano Giapponese 「Kanji」 - Rōmaji | Giapponese                              | Italiano                    |
| 1  | Sword Art Online: Progressive - Ougonritsu no Canon 1 「ソードアート・オンライン プログレッシブ 黄金律のカノン 1」 - Sōdo Āto Onrain Puroguresshibu ougonritsu no Kanon 1 | 27 novembre 2021 ISBN 978-4-04-914018-7 | —                           |
| 1  | Capitoli - Capitoli 1-5 |                                         |                             |
| 2  | Sword Art Online: Progressive - Ougonritsu no Canon 2 「ソードアート・オンライン プログレッシブ 黄金律のカノン 2」 - Sōdo Āto Onrain Puroguresshibu ougonritsu no Kanon 2 | 26 agosto 2022 ISBN 978-4-04-914549-6   | —                           |
| 2  | Capitoli - Capitoli 6-10 |                                         |                             |

### Sword Art Online: Ordinal Scale
| Nº | Titolo italiano Giapponese 「Kanji」 - Rōmaji | Data di prima pubblicazione            | Data di prima pubblicazione |
| Nº | Titolo italiano Giapponese 「Kanji」 - Rōmaji | Giapponese                             | Italiano                    |
| 1  | Sword Art Online: Ordinal Scale 1 「劇場版 ソードアート・オンライン -オーディナル・スケール- 1」 - Gekijō-ban Sōdo Āto Onrain -Ōdinaru Sukēru- 1 | 27 aprile 2017 ISBN 978-4-04-892650-8  | —                           |
| 1  | Capitoli - Chapter 1-4 |                                        |                             |
| 2  | Sword Art Online: Ordinal Scale 2 「劇場版 ソードアート・オンライン -オーディナル・スケール- 2」 - Gekijō-ban Sōdo Āto Onrain -Ōdinaru Sukēru- 2 | 27 gennaio 2018 ISBN 978-4-04-893371-1 | —                           |
| 2  | Capitoli - Chapter 5-8 |                                        |                             |
| 3  | Sword Art Online: Ordinal Scale 3 「劇場版 ソードアート・オンライン -オーディナル・スケール- 3」 - Gekijō-ban Sōdo Āto Onrain -Ōdinaru Sukēru- 3 | 26 ottobre 2018 ISBN 978-4-04-893822-8 | —                           |
| 3  | Capitoli - Chapter 9-11 - Extra Chapter 1 |                                        |                             |
| 4  | Sword Art Online: Ordinal Scale 4 「劇場版 ソードアート・オンライン -オーディナル・スケール- 4」 - Gekijō-ban Sōdo Āto Onrain -Ōdinaru Sukēru- 4 | 26 giugno 2019 ISBN 978-4-04-912449-1  | —                           |
| 4  | Capitoli - Chapter 12-14 - Extra Chapter 2 |                                        |                             |
| 5  | Sword Art Online: Ordinal Scale 5 「劇場版 ソードアート・オンライン -オーディナル・スケール- 5」 - Gekijō-ban Sōdo Āto Onrain -Ōdinaru Sukēru- 5 | 27 maggio 2020 ISBN 978-4-04-913049-2  | —                           |
| 5  | Capitoli - Chapter 15-17 - Extra Chapter 3 |                                        |                             |

## Spin-off
I seguenti manga sono degli spin-off.

### Sword Art Online 4-koma
| Nº | Titolo italiano Giapponese 「Kanji」 - Rōmaji                                   | Data di prima pubblicazione              | Data di prima pubblicazione |
| Nº | Titolo italiano Giapponese 「Kanji」 - Rōmaji                                   | Giapponese                               | Italiano                    |
| 1  | Sword Art Online 4-koma 1 「そーどあーと☆おんらいん。 1」 - Sōdo Āto ☆ Onrain 1 | 27 settembre 2012 ISBN 978-4-04-886905-8 | —                           |
| 1  | Capitoli - Log.001-014                                                          |                                          |                             |
| 2  | Sword Art Online 4-koma 2 「そーどあーと☆おんらいん。 2」 - Sōdo Āto ☆ Onrain 2 | 27 agosto 2014 ISBN 978-4-04-866925-2    | —                           |
| 2  | Capitoli - Log. 015-026 - bonus track                                           |                                          |                             |
| 3  | Sword Art Online 4-koma 3 「そーどあーと☆おんらいん。 3」 - Sōdo Āto ☆ Onrain 3 | 27 settembre 2016 ISBN 978-4-04-892397-2 | —                           |
| 3  | Capitoli - Log.027-038                                                          |                                          |                             |

### Sword Art Online: Girls Ops
| Nº | Titolo italiano Giapponese 「Kanji」 - Rōmaji                                                                  | Data di prima pubblicazione             | Data di prima pubblicazione |
| Nº | Titolo italiano Giapponese 「Kanji」 - Rōmaji                                                                  | Giapponese                              | Italiano                    |
| 1  | Sword Art Online: Girls Ops 1 「ソードアート・オンライン ガールズ・オプス 1」 - Sōdo Āto Onrain Gāruzu Opusu 1 | 10 luglio 2014 ISBN 978-4-04-866686-2   | —                           |
| 1  | Capitoli (traduzioni letterali dei titoli) - Stage. 1-6 - La domanda di Silica                                 |                                         |                             |
| 2  | Sword Art Online: Girls Ops 2 「ソードアート・オンライン ガールズ・オプス 2」 - Sōdo Āto Onrain Gāruzu Opusu 2 | 10 aprile 2015 ISBN 978-4-04-865089-2   | —                           |
| 2  | Capitoli (traduzioni letterali dei titoli) - Stage. 7-11 - La lezione di Lisbeth                               |                                         |                             |
| 3  | Sword Art Online: Girls Ops 3 「ソードアート・オンライン ガールズ・オプス 3」 - Sōdo Āto Onrain Gāruzu Opusu 3 | 10 maggio 2016 ISBN 978-4-04-892104-6   | —                           |
| 3  | Capitoli (traduzioni letterali dei titoli) - Stage. 12-16 - L'Arua...ru di Leafa                               |                                         |                             |
| 4  | Sword Art Online: Girls Ops 4 「ソードアート・オンライン ガールズ・オプス 4」 - Sōdo Āto Onrain Gāruzu Opusu 4 | 10 febbraio 2017 ISBN 978-4-04-892688-1 | —                           |
| 4  | Capitoli (traduzioni letterali dei titoli) - Stage. 17-22 - L'Aruaru di Gwen                                   |                                         |                             |
| 5  | Sword Art Online: Girls Ops 5 「ソードアート・オンライン ガールズ・オプス 5」 - Sōdo Āto Onrain Gāruzu Opusu 5 | 10 febbraio 2018 ISBN 978-4-04-893650-7 | —                           |
| 5  | Capitoli (traduzioni letterali dei titoli) - Stage. 23-27 - L'Honto Sorena di Lux                              |                                         |                             |
| 6  | Sword Art Online: Girls Ops 6 「ソードアート・オンライン ガールズ・オプス 6」 - Sōdo Āto Onrain Gāruzu Opusu 6 | 9 febbraio 2019 ISBN 978-4-04-912387-6  | —                           |
| 6  | Capitoli (traduzioni letterali dei titoli) - Stage. 28-34 - L'Aruaru di Lux                                    |                                         |                             |
| 7  | Sword Art Online: Girls Ops 7 「ソードアート・オンライン ガールズ・オプス 7」 - Sōdo Āto Onrain Gāruzu Opusu 7 | 26 agosto 2020 ISBN 978-4-04-913365-3   | —                           |
| 7  | Capitoli (traduzioni letterali dei titoli) - Stage. 35-39 - L'Aruaru di Lux                                    |                                         |                             |
| 8  | Sword Art Online: Girls Ops 8 「ソードアート・オンライン ガールズ・オプス 8」 - Sōdo Āto Onrain Gāruzu Opusu 8 | 27 maggio 2021 ISBN 978-4-04-913818-4   | —                           |
| 8  | Capitoli (traduzioni letterali dei titoli) - Stage. 40-47                                                      |                                         |                             |

### Sword Art Online Alternative: Gun Gale Online
| Nº | Titolo italiano Giapponese 「Kanji」 - Rōmaji | Data di prima pubblicazione             | Data di prima pubblicazione |
| Nº | Titolo italiano Giapponese 「Kanji」 - Rōmaji | Giapponese                              | Italiano                    |
| 1  | Sword Art Online Alternative: Gun Gale Online I 「ソードアート・オンライン オルタナティブ ガンゲイル・オンライン I」 - Sōdo Āto Onrain Orutanatibu Gangeiru Onrain I | 8 ottobre 2016 ISBN 978-4-04-892373-6   | —                           |
| 1  | Capitoli (traduzioni letterali dei titoli) - LINK#001. Prologo (1) (プロローグ(1)?, Purorōgu (1)) - LINK#002. Prologo (2) (プロローグ(2)?, Purorōgu (2)) - LINK#003. Prologo (3) (プロローグ(3)?, Purorōgu (3)) - LINK#004. Prologo (4) (プロローグ(4)?, Purorōgu (4)) - LINK#005. Squad Jam (1) (スクワッド・ジャム(1)?, Sukuwaddo Jamu (1)) |                                         |                             |
| 2  | Sword Art Online Alternative: Gun Gale Online II 「ソードアート・オンライン オルタナティブ ガンゲイル・オンライン II」 - Sōdo Āto Onrain Orutanatibu Gangeiru Onrain II | 10 novembre 2017 ISBN 978-4-04-893446-6 | —                           |
| 2  | Capitoli (traduzioni letterali dei titoli) - LINK#006. Squad Jam (2) (スクワッド・ジャム(2)?, Sukuwaddo Jamu (2)) - LINK#007. Squad Jam (3) (スクワッド・ジャム(3)?, Sukuwaddo Jamu (3)) - LINK#008. Squad Jam (4) (スクワッド・ジャム(4)?, Sukuwaddo Jamu (4)) - LINK#009. Squad Jam (5) (スクワッド・ジャム(5)?, Sukuwaddo Jamu (5)) - LINK#010. Squad Jam (6) (スクワッド・ジャム(6)?, Sukuwaddo Jamu (6)) - LINK#011. Squad Jam (7) (スクワッド・ジャム(7)?, Sukuwaddo Jamu (7)) |                                         |                             |
| 3  | Sword Art Online Alternative: Gun Gale Online III 「ソードアート・オンライン オルタナティブ ガンゲイル・オンライン III」 - Sōdo Āto Onrain Orutanatibu Gangeiru Onrain III | 10 novembre 2018 ISBN 978-4-04-912180-3 | —                           |
| 3  | Capitoli (traduzioni letterali dei titoli) - LINK#012. Squad Jam (8) (スクワッド・ジャム(8)?, Sukuwaddo Jamu (8)) - LINK#013. Squad Jam (9) (スクワッド・ジャム(9)?, Sukuwaddo Jamu (9)) - LINK#014. Squad Jam (10) (スクワッド・ジャム(10)?, Sukuwaddo Jamu (10)) - LINK#015. Squad Jam (11) (スクワッド・ジャム(11)?, Sukuwaddo Jamu (11)) |                                         |                             |
| 4  | Sword Art Online Alternative: Gun Gale Online IV 「ソードアート・オンライン オルタナティブ ガンゲイル・オンライン IV」 - Sōdo Āto Onrain Orutanatibu Gangeiru Onrain IV | 27 marzo 2021 ISBN 978-4-04-913771-2    | —                           |
| 4  | Capitoli (traduzioni letterali dei titoli) - LINK#016. Squad Jam (12) (スクワッド・ジャム(12)?, Sukuwaddo Jamu (12)) - LINK#017. Squad Jam (13) (スクワッド・ジャム(13)?, Sukuwaddo Jamu (13)) - LINK#018. Squad Jam (14) (スクワッド・ジャム(14)?, Sukuwaddo Jamu (14)) - LINK#019. Squad Jam (15) (スクワッド・ジャム(15)?, Sukuwaddo Jamu (15)) - LINK#020. Second Squad Jam (セカンドスクワッド・ジャム?, Sekando Sukuwaddo Jamu)                                                |                                         |                             |

### Sword Art Online: Kirito's Thousand and One Night Story
| Nº | Titolo italiano Giapponese 「Kanji」 - Rōmaji | Data di prima pubblicazione          | Data di prima pubblicazione |
| Nº | Titolo italiano Giapponese 「Kanji」 - Rōmaji | Giapponese                           | Italiano                    |
| 1  | Sword Art Online: Aincrad Night of Kirito 「ソードアート・オンライン キリトの千夜一夜物語」 - Sōdo Āto Onrain Kirito no sen'ya ichiya monogatari | 10 marzo 2017 ISBN 978-4-04-892723-9 | —                           |
| 1  | Capitoli - 1st-8th Night |                                      |                             |

### Sword Art Online: Kirito's Gun Gale Wars
| Nº | Titolo italiano Giapponese 「Kanji」 - Rōmaji                                                                                             | Data di prima pubblicazione            | Data di prima pubblicazione |
| Nº | Titolo italiano Giapponese 「Kanji」 - Rōmaji                                                                                             | Giapponese                             | Italiano                    |
| 1  | Sword Art Online: Kirito's Gun Gale Wars 「ソードアート・オンライン キリトの千夜一夜騒動」 - Sōdo Āto Onrain Kirito no sen'ya ichiya sōdō | 9 febbraio 2019 ISBN 978-4-04-912348-7 | —                           |
| 1  | Capitoli - Capitoli 1-7 |                                        |                             |

### Sword Art Online Alternative: Gourmet Seekers
| Nº | Titolo italiano Giapponese 「Kanji」 - Rōmaji | Data di prima pubblicazione              | Data di prima pubblicazione |
| Nº | Titolo italiano Giapponese 「Kanji」 - Rōmaji | Giapponese                               | Italiano                    |
| 1  | Sword Art Online Alternative: Gourmet Seekers 1 「ソードアート・オンライン オルタナティブ グルメ・シーカーズ １」 - Sōdo Āto Onrain Orutanatibu Gurume Shīkāzu 1 | 10 marzo 2025 ISBN 978-4-04-916325-4     | —                           |
| 1  | Capitoli - Capitoli 1-5 |                                          |                             |
| 2  | Sword Art Online Alternative: Gourmet Seekers 2 「ソードアート・オンライン オルタナティブ グルメ・シーカーズ 2」 - Sōdo Āto Onrain Orutanatibu Gurume Shīkāzu 2  | 27 settembre 2025 ISBN 978-4-04-916427-5 | —                           |

## Videogiochi
I seguenti manga sono stati tratti da alcuni videogiochi della serie.

### Sword Art Online: Hollow Realization
| Nº | Titolo italiano Giapponese 「Kanji」 - Rōmaji | Data di prima pubblicazione              | Data di prima pubblicazione |
| Nº | Titolo italiano Giapponese 「Kanji」 - Rōmaji | Giapponese                               | Italiano                    |
| 1  | Sword Art Online: Hollow Realization 1 「ソードアート・オンライン -ホロウ・リアリゼーション- 1」 - Sōdo Āto Onrain - Horō Riarizēshon 1 | 27 marzo 2017 ISBN 978-4-04-892772-7     | —                           |
| 1  | Capitoli (traduzioni letterali dei titoli) - 01. Ainground (アイングラウンド?, Ainguraundo) - 02. PREMIERE (PREMIERE?) - 03. Return of the A (Return of the A?) |                                          |                             |
| 2  | Sword Art Online: Hollow Realization 2 「ソードアート・オンライン -ホロウ・リアリゼーション- 2」 - Sōdo Āto Onrain - Horō Riarizēshon 2 | 27 settembre 2017 ISBN 978-4-04-893361-2 | —                           |
| 2  | Capitoli (traduzioni letterali dei titoli) - 04. Silica, una nuova strada (シリカ、新しい道?, Shirika, atarashii michi) - 05. Ground Quest (グラウンドクエスト?, Guraundo Kuesto) - 06. Avanzate, con coraggio (進もう、ゆうきとともに?, Susumou, yūki to tomoni) - 07. Origin/Opening (Origin/Opening?) - 08. Raid Boss (Raid Boss?) - 09. Orange Cursor (オレンジカーソル?, Orenji Kāsoru) |                                          |                             |
| 3  | Sword Art Online: Hollow Realization 3 「ソードアート・オンライン -ホロウ・リアリゼーション- 3」 - Sōdo Āto Onrain - Horō Riarizēshon 3 | 27 marzo 2018 ISBN 978-4-04-893717-7     | —                           |
| 3  | Capitoli (traduzioni letterali dei titoli) - 10. Fata nera (黒い妖精?, Kuroi yōsei) - 11. La fanciulla dell'albero divino (聖大樹の巫女?, Seidaiju no miko) - 12. Nuovo terreno, nuova stanza (新たなる地、新たなる部屋?, Aratanaru chi, aratanaru heya) - 13. Tia (ティア?, Tia) - 14. AmuSphere (アミュスフィア?, AmyuSufia) - Extra. Scrivere con la persona amata - Parte 1 (愛の人と書いて その１?, Ai no hito to kaite - Sono ichi) |                                          |                             |
| 4  | Sword Art Online: Hollow Realization 4 「ソードアート・オンライン -ホロウ・リアリゼーション- 4」 - Sōdo Āto Onrain - Horō Riarizēshon 4 | 27 settembre 2018 ISBN 978-4-04-893821-1 | —                           |
| 4  | Capitoli (traduzioni letterali dei titoli) - 15. LIFE (LIFE?) - 16. Digital Drag (デジタルドラッグ?, Dejitaru Doraggu) - 17. La fanciulla del grande albero sacro (聖大樹の巫女?, Seidaiju no miko) - 18. La strada per la console (コンソールへの道?, Konsōru e no michi) - 19. Le orme del crollo (崩壊の足音?, Houkai no ashioto) - 20. Le due dee (２人の女神?, Futari no megami) - Extra. Scrivere con la persona amata - Parte 2 (愛の人と書いて その２?, Ai no hito to kaite - Sono ni) |                                          |                             |
| 5  | Sword Art Online: Hollow Realization 5 「ソードアート・オンライン -ホロウ・リアリゼーション- 5」 - Sōdo Āto Onrain - Horō Riarizēshon 5 | 27 marzo 2019 ISBN 978-4-04-912308-1     | —                           |
| 5  | Capitoli (traduzioni letterali dei titoli) - 21. Le due dee - Parte 2 (２人の女神 その２?, Futari no megami - Sono ni) - 22. La volontà degli NPC (NPCの意志?, NPC no ishi) - 23. L'ultima pietra sacra (最後の聖石?, Saigo no seiseki) - 24. La droga proibita e la nota della fanciulla (禁断の薬と巫女の手記?, Kindan no kusuri to miko no shuki) - 25. La droga proibita e la nota della fanciulla - Parte 2 (禁断の薬と巫女の手記 その２?, Kindan no kusuri to miko no shuki - Sono ni) - 26. La grande separazione (大地決断?, Daichi setsudan) - Extra. Scrivere con la persona amata - Parte 3 (愛の人と書いて その３?, Ai no hito to kaite - Sono san)                       |                                          |                             |
| 6  | Sword Art Online: Hollow Realization 6 「ソードアート・オンライン -ホロウ・リアリゼーション- 6」 - Sōdo Āto Onrain - Horō Riarizēshon 6 | 25 ottobre 2019 ISBN 978-4-04-912658-7   | —                           |
| 6  | Capitoli (traduzioni letterali dei titoli) - 27. Il vero significato della Premiere (プレミアの真意?, Puremia no shin'i) - 28. La strada per il castello fluttuante (浮遊城への道?, Fuyū-jō e no michi) - 29. Re: Spadaccino nero (Re:黒の剣士?, Re: Kuro no kenshi) - 30. Il suono del cuore (心の音?, Kokoro no ne) - 31. Il grido della dea, la spada della Premiere (女神の叫び、プレミアの剣?, Megami no sakebi, Puremia no ken) - 32. L'ultimo colpo (最後の一撃?, Saigo no ichigeki) - 33. Il seme del mondo (世界の種子?, Sekai no shushi) - ~Epilogue~ - Extra. Visitatore inaspettato - Parte 4 (番外編4 予期せぬ来客/あとがき?, Bangai-hen yon yoki senu raikyaku/atogaki) |                                          |                             |

### Sword Art Online: Alicization Lycoris
| Nº | Titolo italiano Giapponese 「Kanji」 - Rōmaji | Data di prima pubblicazione             | Data di prima pubblicazione |
| Nº | Titolo italiano Giapponese 「Kanji」 - Rōmaji | Giapponese                              | Italiano                    |
| 1  | Sword Art Online: Alicization Lycoris 1 「ソードアート・オンライン アリシゼーション リコリス 1」 - Sōdo Āto Onrain Arishizēshon Rikorisu 1 | 27 maggio 2020 ISBN 978-4-04-913178-9   | —                           |
| 1  | Capitoli (traduzioni letterali dei titoli) - 1. Blu e rosso: il percorso verso il cavalierato (青と赤 騎士への道?, Ao to aka - Kishi e no michi) - 2. Percorsi divergenti, percorsi intersecanti (分かれる道、交わる道?, Wakareru michi, majiwaru michi) - 3. Nobili (貴族たち?, Kizoku-tachi) - 4. Incarnazione, il potere della propria immagine mentale (心意、イメージの力?, Shin'i, Imēji no chikara) - 5. New Under World (New Under World?) |                                         |                             |
| 2  | Sword Art Online: Alicization Lycoris 2 「ソードアート・オンライン アリシゼーション リコリス 2」 - Sōdo Āto Onrain Arishizēshon Rikorisu 2 | 26 dicembre 2020 ISBN 978-4-04-913557-2 | —                           |
| 2  | Capitoli (traduzioni letterali dei titoli) - 6. Another Under World (Another Under World?) - 7. L'orgoglio degli Orthinanos - Parte I (オルティナノスの誇り 前編?, Orutinanosu no hokori zenpen) - 8. L'orgoglio degli Orthinanos - Parte II (オルティナノスの誇り 後編?, Orutinanosu no Hokori kōhen) - 9. Ancora una volta, un giuramento (誓い、再び?, Chikai, futatabi) - 10. Save the World (Save the World?) |                                         |                             |
| 3  | Sword Art Online: Alicization Lycoris 3 「ソードアート・オンライン アリシゼーション リコリス 3」 - Sōdo Āto Onrain Arishizēshon Rikorisu 3 | 27 luglio 2021 ISBN 978-4-04-913887-0   | —                           |
| 3  | Capitoli (traduzioni letterali dei titoli) - 11. È nata una salvatrice (救世主誕生?, Kyūseishu tanjō) - 12. La salvatrice Medina e l'ombra del Dark Territory (救世主メディナと暗黒界の影?, Kyūseishu Medina to Dāku Teritorī no kage) - 13. Sommo sacerdote Administrator (最高司祭アドミニストレータ?, Saikō shisai Adominisutorēta) - 14. Miracolo della spada (剣の軌跡?, Ken no kiseki) - 15. Quelli che stanno alla pari (並び立つ者?, Narabitatsu mono) - 16. ~Epilogue~ Ciò che viene tramandato (～Epilogue～ 受け継がれるもの?, ～Epilogue～ Uketsugareru mono) |                                         |                             |

## Antologie
I seguenti manga sono delle antologie scritte e disegnate da vari autori.

### Sword Art Online 4-koma Official Anthology
| Nº | Titolo italiano Giapponese 「Kanji」 - Rōmaji                                                                                                  | Data di prima pubblicazione             | Data di prima pubblicazione |
| Nº | Titolo italiano Giapponese 「Kanji」 - Rōmaji                                                                                                  | Giapponese                              | Italiano                    |
| 1  | Sword Art Online 4-koma Official Anthology 1 「４コマ公式アンソロジー ソードアート・オンライン 1」 - 4-koma kōshiki Ansorojī Sōdo Āto Onrain 1 | 27 ottobre 2012 ISBN 978-4-04-891108-5  | —                           |
| 2  | Sword Art Online 4-koma Official Anthology 2 「４コマ公式アンソロジー ソードアート・オンライン 2」 - 4-koma kōshiki Ansorojī Sōdo Āto Onrain 2 | 27 febbraio 2013 ISBN 978-4-04-891445-1 | —                           |
| 3  | Sword Art Online 4-koma Official Anthology 3 「４コマ公式アンソロジー ソードアート・オンライン 3」 - 4-koma kōshiki Ansorojī Sōdo Āto Onrain 3 | 27 agosto 2013 ISBN 978-4-04-891834-3   | —                           |

### Sword Art Online: Comic Anthology
| Nº | Titolo italiano Giapponese 「Kanji」 - Rōmaji | Data di prima pubblicazione           | Data di prima pubblicazione |
| Nº | Titolo italiano Giapponese 「Kanji」 - Rōmaji | Giapponese                            | Italiano                    |
| 1  | Sword Art Online: Comic Anthology 1 「ソードアート・オンライン コミックアンソロジー 1」 - Sōdo Āto Onrain Komikku Ansorojī 1 | 27 maggio 2013 ISBN 978-4-04-891574-8 | —                           |
| 1  | Capitoli (traduzioni letterali dei titoli) - 1. Il segreto di Asuna (アスナのヒミツ?, Asuna no himitsu) (collaborazione con Shinozuka Atsuto) - 2. Il segreto nelle profondità della foresta (森の深奥の秘密?, Mori no shin'ō no himitsu) (collaborazione con Sagami Rin) - 3. Non perdere, Lisbeth! (負けるな リズベット！?, Makeruna Rizubetto!) (collaborazione con Akada Anmitsu) - 4. Asuna gattina (ニャンコなアスナ?, Nyankona Asuna) (collaborazione con Fukuya Manaoto) - 5. Anche l'impostazione del tempo di oggi è buona (今日も良い気象設定日和?, Kyō mo yoi kishō settei biyori) (collaborazione con Puyo) - 6. MAID iN AINCRAD (MAID iN AINCRAD?) (collaborazione con Hiten) - 7. Asuna, fai del tuo meglio! (アスナ、がんばれ！?, Asuna, ganbare!) (collaborazione con Hisasi) - 8. Nekoneko Quest Online (ねこねこ・クエスト・オンライン?, Nekoneko Kuesto Onrain) (collaborazione con YASUDA) - 9. Algoritmo incerto (不確定アルゴリズム?, Fukakutei Arugorizumu) (collaborazione con Kogorō) |                                       |                             |
| 2  | Sword Art Online: Comic Anthology 2 「ソードアート・オンライン コミックアンソロジー 2」 - Sōdo Āto Onrain Komikku Ansorojī 2 | 27 marzo 2014 ISBN 978-4-04-866489-9  | —                           |
| 2  | Capitoli (traduzioni letterali dei titoli) - 10. La forma dell'"affetto" (「好き」の形?, `Suki' no katachi) (collaborazione con Tatibana Yu) - 11. Cops&Robbers Online (Cops&Robbers Online?) (collaborazione con Monio) - 12. Silica e Date Art Online (シリカとデートアート・オンライン?, Shirika to Dēto Āto Onrain) (collaborazione con Oosu Mihiro) - 13. Lisbeth del cuore (ハートなリズベット?, Hāto na Rizubetto) (collaborazione con Ayasugi Tubaki) - 14. Reflect Mind (Reflect Mind?) (collaborazione con Kitano Hiromu) - 15. La cucina di Alfheim di Leafa (リーファのアルヴヘイムキッチン！?, Rīfa no Aruvuheimu Kitchin!) (collaborazione con INU) - 18. Heart palpitante Online (ドキドキ・ハート・オンライン?, Dokidoki Hāto Onrain) (collaborazione con Natsuki Koko) - 17. Silica e il segreto dell'indagine sugli oggetti! (シリカと秘密のアイテム探索！?, Shirika to himitsu no Aitemu tansaku!) (collaborazione con Gumi Choko) - 18. Offline Smith (オフライン・スミス?, Ofurain Sumisu) (collaborazione con Musha Sabu) - 19. Stare insieme è la cosa migliore (いっしょがいちばん?, Issho ga ichiban) (collaborazione con Shiroi Hakuto) - 20. Saluti dallo spadaccino nero (前略、黒の剣士より?, Zenryaku, kuro no kenshi yori) (collaborazione con bkub) |                                       |                             |

### Sword Art Online: Dengeki Comic Anthology
| Nº | Titolo italiano Giapponese 「Kanji」 - Rōmaji | Data di prima pubblicazione           | Data di prima pubblicazione |
| Nº | Titolo italiano Giapponese 「Kanji」 - Rōmaji | Giapponese                            | Italiano                    |
| 1  | Sword Art Online: Dengeki Comic Anthology 1 「ソードアート・オンライン 電撃コミックアンソロジー 1」 - Sōdo Āto Onrain Dengeki Komikku Ansorojī 1 | 9 giugno 2017 ISBN 978-4-04-892926-4  | —                           |
| 1  | Capitoli (traduzioni letterali dei titoli) - Far beautiful world (Far beautiful world?) (collaborazione con Yū Uonuma) - Aqua Barrett (アクア・バレット?, Akua Baretto) (collaborazione con Pochi Iida.) - La strategia martellante di silica-chan! (シリカちゃんドキドキ大作戦!?, Shirika-chan dokidoki dai sakusen!) (collaborazione con Airi Mori) - Little Date (リトルデート?, Ritoru Dēto) (collaborazione con Ai Utsuki) - Se la spada ti protegge (剣があなたを守るなら?, Ken ga anata o mamorunara) (collaborazione con Takano Itsuki) - La strada per l'abisso con Yui-chan (ユイちゃんと深淵へと至る道?, Yui-chan to shin'en e to itaru michi) (collaborazione con La-na) - Kirito super veloce (超速キリト?, Chōsoku Kirito) (collaborazione con Bibi) - Insieme per sempre. (どこまでもいっしょに。?, Doko made mo issho ni.) (collaborazione con Ailand)                                                                                    |                                       |                             |
| 2  | Sword Art Online: Dengeki Comic Anthology 2 「ソードアート・オンライン 電撃コミックアンソロジー 2」 - Sōdo Āto Onrain Dengeki Komikku Ansorojī 2 | 7 ottobre 2017 ISBN 978-4-04-893382-7 | —                           |
| 2  | Capitoli (traduzioni letterali dei titoli) - Simpatia al cielo (空向りシンパシー?, Sora mukairi shinpashī) (collaborazione con Ryoku Anno) - Mio fratello (私のお兄ちゃん?, Watashi no o nī-chan) (collaborazione con Yūki Dōmoto) - Appuntamento ☆ occhiali (眼鏡☆デート?, Megane ☆ Dēto) (collaborazione con Muchimaro) - Le parole nascoste nei fiori (花に秘めたる言の葉は?, Hana ni himetaru kotonoha wa) (collaborazione con Asakusa 99) - Suguha & Kirito Escape Mission (直葉＆キリトのエスケープミッション?, Suguha & Kirito no Esukēpu Misshon) (collaborazione con Haruto Torasuke) - Lucky Black Cat (Lucky Black Cat?) (collaborazione con Elent) - Non posso andare contro il vice capitano (副団長には逆らえない?, Fuku danchō ni wa sakaraenai) (collaborazione con Homing) - Dopotutto, mio fratello è fantastico! (やっぱりお兄ちゃん，はカッコイイ！?, Yappari o nī-chan, wa kakkoī!) (collaborazione con Shikkarimono no Takashi-kun) |                                       |                             |

### Sword Art Online: Official Comic Anthology
| Nº | Titolo italiano Giapponese 「Kanji」 - Rōmaji | Data di prima pubblicazione          | Data di prima pubblicazione |
| Nº | Titolo italiano Giapponese 「Kanji」 - Rōmaji | Giapponese                           | Italiano                    |
| 1  | Sword Art Online: Official Comic Anthology 1 「ソードアート・オンライン 公式コミックアンソロジー 1 -if-」 - Sōdo Āto Onrain Kōshiki Komikku Ansorojī 1 -if- | 10 marzo 2018 ISBN 978-4-04-893773-3 | —                           |
| 1  | Capitoli (traduzioni letterali dei titoli) - Sword Little Online (ソード・リトル・オンライン?, Sōdo Ritoru Onrain) (collaborazione con Yandama) - Prendere Asuna come modella! (アスナをモデルに攻略せよ!?, Asuna o Moderu ni kōryaku seyo!) (collaborazione con Takuji) - Reciproco ￫￩ Diverso (タガイ→←チガイ?, Tagai ￫￩ Chigai) (collaborazione con Takano Itsuki) - E se Kirito e Asuna si scambiassero? (もしもキリトとアスナが入れ替わったら??, Moshimo Kirito to Asuna ga irekawattara?) (collaborazione con Takahan) - E se Kirito diventasse un Cait Sith!? (もしもキリトがケットシーになったら!??, Moshimo Kirito ga Kettoshī ni nattara!?) (collaborazione con Yū Uonuma) - Yui ☆ Channel! (ユイ☆ちゃんねる!?, Yui☆Channeru!) (collaborazione con La-na) - Stay with me (Stay with me?) (collaborazione con Kuro Aozora) - Associazione delle ragazze terminali (温泉女子会?, Onsen onagokai) (collaborazione con Unini ☆ Sebun) - E se Kirito fosse moe? (もしもキリトが〇〇萌えだったら??, Moshimo Kirito ga rei rei moe dattara?) (collaborazione con Teru Teru Hōshi)                                                         |                                      |                             |
| 2  | Sword Art Online: Official Comic Anthology 2 「ソードアート・オンライン 公式コミックアンソロジー 2 -if-」 - Sōdo Āto Onrain Kōshiki Komikku Ansorojī 2 -if- | 9 agosto 2018 ISBN 978-4-04-893985-0 | —                           |
| 2  | Capitoli (traduzioni letterali dei titoli) - Hamt nel cestino (カゴの中のハムト?, Kago no naka no Hamuto) (collaborazione con Char) - Se Kirito ottiene l'armatura più forte... (もしもキリトさんが最強の防具を手に入れたら…?, Moshimo Kirito-san ga saikyō no bōgu o teniireta-ra…) (collaborazione con Yūki Dōmoto) - E se Kirito fosse un fratello maggiore!? (もしもキリトがお兄ちゃんだったら!??, Moshimo Kirito ga o nīchan dattara!?) (collaborazione con Nonaka Tama) - Se Kirito va in un maid café (もしもキリトがメイドカフェにいったら?, Moshimo Kirito ga Meido Kafe ni ittara) (collaborazione con Ntk) - E se Kirito fosse un regista? (もしもキリトが映画監督だったら??, Moshimo Kirito ga eiga kantoku dattara?) (collaborazione con Ohamaiko) - Leader per la lucidatura dei pavimenti "Heathcliff" (床磨きの団長《ヒースクリフ》?, Yuka migaki no danchō “Hīsukurifu”) (collaborazione con Shòku Shūichi) - Kirito Change (キリト・チェンジ?, Kirito Chenji) (collaborazione con Yakumo Suzushiro) - Chi sarà l'Idol Queen!? (アイドルクィーンは誰の手に!??, Aidoru Kuīn wa dare no te ni!?) (collaborazione con Yui Yui) |                                      |                             |

### Sword Art Online: Memory Defrag Comic Anthology
| Nº | Titolo italiano Giapponese 「Kanji」 - Rōmaji | Data di prima pubblicazione           | Data di prima pubblicazione |
| Nº | Titolo italiano Giapponese 「Kanji」 - Rōmaji | Giapponese                            | Italiano                    |
| 1  | Sword Art Online: Memory Defrag Comic Anthology 「ソードアート・オンライン メモリー・デフラグ コミックアンソロジー」 - Sōdo Āto Onrain Memorī Defuragu Komikku Ansorojī | 26 aprile 2019 ISBN 978-4-04-912365-4 | —                           |
| 1  | Capitoli (traduzioni letterali dei titoli) - Gun x Sword x Smith (ガン×ソード×スミス?, Gan × sōdo × Sumisu) (collaborazione con Konoyo Kiyoshi) - Lo stiletto della sposa e ii giardino fiorito (ピンヒールの花嫁とフラワーガーデン?, Pinhīru no hanayome to Furawā Gāden) (collaborazione con Yū Uonuma) - Oggetti smarriti con ingredienti di classe S" - Guadagna un sacco di soldi con il ragù di coniglio!? (「S級食材の落し物」ラグー・ラビットで大儲け!??, S-kyū shokuzai no otoshimono' Ragū Rabitto de ōmōke!?) (collaborazione con Ohamaiko) - Una ballata dedicata a te (君に捧げるバラッド?, Kimi ni sasageru Baraddo) (collaborazione con Moriwaki Kamin) - Primo ricordo d'amore (初恋メモリー?, Hatsu koi Memorī) (collaborazione con Takeda Mika) - dear rejection (dear rejection?) (collaborazione con Caviar & Mojaco) - La forma dei ricordi (思い出の形?, Omoide no katachi) (collaborazione con Akeru Ōtsuki) |                                       |                             |